# Reform Act 1832

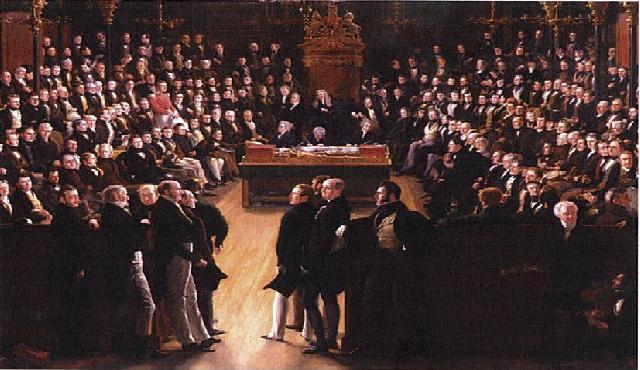
Esta pintura, obra de sir George Hayter, comemora a aprovação da lei de reforma de 1832. Mostra a primeira sessão em 5 de fevereiro de 1833 da recentemente reformada Câmara dos Comuns realizada na Capela de Santo Estêvão que fora destruída por um incêndio em 1834. O quadro inclui 375 figuras e apesar que Hayter abandonou a ideia de representar aos 658 Membros da Casa, ao menos se preocupou em manter as proporções relativas dos distintos partidos. Na frente, ele agrupou as lideranças da Casa dos Lordes: Charles Grey, 2.º Conde Grey (1764–1845), William Lamb, 2.º Visconde Melbourne (1779–1848) e os whigs à esquerda; e Arthur Wellesley, 1.º Duque de Wellington (1769–1852) e os tories à direita.

A Lei de Reforma de 1832 (em inglês:  Representation of the People Act 1832, Reform Act 1832 ou Great Reform Act) foi um ato do parlamento, que introduziu uma ampla gama de mudanças no sistema eleitoral na Inglaterra e País de Gales. De acordo com o preâmbulo, a lei foi concebida para "tomar medidas eficazes para corrigir muitos abusos que já existem há muito tempo sobre a eleição dos membros para servir no Câmara dos Comuns do Reino Unido".
As alegações de reformas datam de bem antes de 1832, mas sem sucesso. A lei que finalmente conseguiu vencer foi proposta pelos whigs, liderados pelo primeiro-ministro lorde Grey. A iniciativa encontrou bastante resistência por parte de facções pró-Pitt no Parlamento que tinham governado o país durante tanto tempo (a oposição foi especialmente virulenta na Câmara dos Lordes). No entanto, devido à pressão da opinião pública, o projeto foi finalmente aprovado. A lei reduziu distorções no sistema, pois concedeu mais cadeiras na Câmara dos Comuns para as grandes cidades que surgiram durante a Revolução Industrial e tirou assentos dos chamados "distritos podres", que tinham populações muito pequenas. Desse modo, foram abolidos 56 distritos, cujas populações estavam superrepresentadas, em outros 30 distritos, ocorreu a redução do número de representantes de dois para um, pois também estavam com a população superrepresentada; enquanto que foram criados novos distritos, em áreas de povoação recente e adicionados novos representantes em distritos onde houve maior crescimento populacional. A lei também aumentou o número de pessoas com direito ao voto, aumentando a massa do eleitorado de cerca de 435 000 para 652 000 eleitores, desse modo, permitindo que um em cada cinco homens adultos votasse, em uma população total de 14 milhões de pessoas.
O título completo é Um Ato de Alterar a Representação do Povo, na Inglaterra e País de Gales. A lei só se aplicava para a Inglaterra e País de Gales, mas, no mesmo anos, foram aprovadas reformas eleitorais na Escócia e na Irlanda que trouxeram significativas melhorias.
Cabendo mencionar que houve um aumento significativo de eleitores na Escócia, tendo em vista que antes da Reforma seu eleitorado era restrito a cerca de 5 000 eleitores (0,2% da população), foi ampliado para cerca de 65 000 eleitores (13% dos homens adultos ou 2,6% da população).
Devido a que outras modificações foram aprovadas posteriormente durante o século XIX; a lei de reforma de 1832 às vezes é denominada a Primeira ou a Grande lei de reforma.
A reforma foi o resultado da disputa entre o partido Whig apoiado pela classe média e o partido Tory apoiado pela nobreza inglesa. Após o primeiro-ministro Arthur Wellesley, 1.º Duque de Wellington  perceber que a Emancipação Católica era essencial para a manutenção da ordem na Irlanda, em parte pelo fato dele próprio ser um irlandês embora protestante, ele pressionou o rei George IV a aceitar a emancipação católica. Ele conseguiu isso ameaçando renunciar o que poderia resultar em novas eleições e em um vitória para os Whigs pró emancipação e pró reforma parlamentar. Esta lei dividiu o partido tory, o que junto com as noticias encorajadoras da Revolução de Julho na França permitiu que o novo primeiro-ministro whig Charles Gray propusesse a Grande Lei da Reforma. Gray logo reconheceu o governo tambem liberal de Luís Filipe I de França evitando assim novas Guerras Revolucionárias, enquanto ao mesmo tempo o seu projeto foi derrotado na Câmara de Lordes. Isso fez com que o rei  Wiliam IV demitisse lorde Gray e renomeasse Welinton primeiro-ministro, que nem chegou a governar devido a rejeição do orçamento pela Câmara dos Comuns dominada pelos Whigs e por uma corrida aos bancos feita por apoiadores da reforma. O rei foi forçado a manter Lorde Gray como primeiro ministro o que junto com a pressão publica forçou a aprovação da reforma pelos lordes. 
A Lei removeu a maior parte do poder da nobreza na câmara dos comuns, o que enfraqueceu a Câmara de Lordes já antes da lei mais ou menos metade dos membros dos comuns eram da nobreza dando dupla representação para os interesses conservadores. A desilusão das camadas populares que exigiam reformas politicas que resultassem rapidamente no voto universal masculino levou ao Cartismo. Outro grande impacto da lei no Reino Unido foi que ao remover poder da pequena nobreza e dos proprietários de escravos e transferi-los para a classe média abriu caminho para o Slavery Abolition Act 1833, que aboliu a escravidão no Império Britânico e foi um importante passo para a abolição da escravidão no mundo. 

Com a perda do poder da nobreza britânica na Câmara dos Comuns o rei Wiliam IV tentou nomear Robert Peel primeiro-ministro e foi forçado a desistir da nomeação quando ele foi incpaaz de obter apoio no parlamento. Assim nunca mais um rei inlges foi capaz de intervir ativamente na politica britânica, marcando definitivamente a transição do Reino Unido para uma Monarquia Parlamentar. Whigs comemoraram a lei como o ápice um longo processo de evolução rumo ao "progresso", que foi iniciado na Guerra Civil Inglesa e que culminou na Grande Lei da Reforma.